# Sara Almgren
Sara Mari Almgren, född 11 april 1974, är en svensk musiker från Umeå. Almgren har spelat i banden Doughnuts, The Vicious, Saidiwas och fram till 2004 The (International) Noise Conspiracy. Hon spelade förut gitarr med Marit Bergman och bas i punkbandet Masshysteri - en ombildning av tidigare nämnda The Vicious. Hon har också spelat keyboard på konserter med Sahara Hotnights. Numera så är hon med i Invasionen där hon spelar bas och sjunger. Almgren kom med som stand-in i Invasionen i samband med andra albumet Saker som jag sagt till natten och blev fast medlem i början av 2012.

## Band/projekt
- Doughnuts - gitarr (1990 (?) - 1998)
- Saidiwas - gitarr (1998)
- The (International) Noise Conspiracy - orgel, gitarr (1998 - 2004)
- Sahara Hotnights - keyboard, slagverk (2004 - ?)
- Marit Bergman - gitarr (2004 - ?)
- The Vicious - gitarr, sång (2004 - 2007)
- Masshysteri - bas, sång (2008 - 2010)
- Invasionen - bas, sång (2011 -)